# 杨彦珍
杨彦珍（1196年—1265年），蒙古帝国将领，汴梁路杞县人。
金朝末年，聚众二万人，归降蒙古，授任万户。跟随张柔淮南、淮北作战，攻克徐州、邳州，擢升为行军千户。又跟随张柔攻克光化、枣阳、信阳军，驻守在邓州。南宋将领刘整来攻，在塔桥、古村、黔陂战胜。与游显修筑威楚、铁狗两堰，用来灌溉屯田，每年收粟数万石。1254年，因年老请求致仕，儿子杨珪袭其职。1265年（至元二年）去世，时年七十岁。